# 고양 흥국사 약사전
고양 흥국사 약사전(高陽 興國寺 藥師殿)은 대한민국 경기도 고양시 덕양구, 흥국사에 있는 약사전이다. 1985년 6월 28일 경기도의 문화재자료 제57호로 지정되었다.

## 개요
이 약사전은 흥국사의 주불전이다. 흥국사는 신라 문무왕 1년(661년) 원효대사가 절을 짓고 흥성암(興聖庵)이라고 이름했다. 조선 숙종 12년(1686년) 절을 다시 지었고, 조선 영조 46년(1770년)에는 이 절의 약사불이 나라를 흥하게 한다고 하여 절 이름을 흥국사로 고치고 약사전을 보다 크게 짓게 하고 궁궐의 상궁들이 번갈아 머무르면서 선학을 공부하도록 허락했다. 현존하는 약사전의 현판은 영조의 친필로 알려져 있다.
그 후 조선 후기인 고종 4년(1867년) 승려 뇌응(雷應)이 약사전을 다시 세웠고, 오늘날에 이르기까지 몇 차례 수리해 왔다. 약사전은 정면 3칸, 측면 2칸의 규모로 다포계 팔작지붕이며 처마는 겹처마이다. 정면의 기둥머리에는 용 조각의 안초공이 창방과 평방에 직각방향으로 놓여 결구되고, 내부에도 대들보 위에 직각방향으로 놓여 합각부의 하중을 받아 측면 평주와 대들보에 분산시켜주는 충량의 머리에 용 조각과 공포의 조각이 잘 어우러져 있다.

## 사진

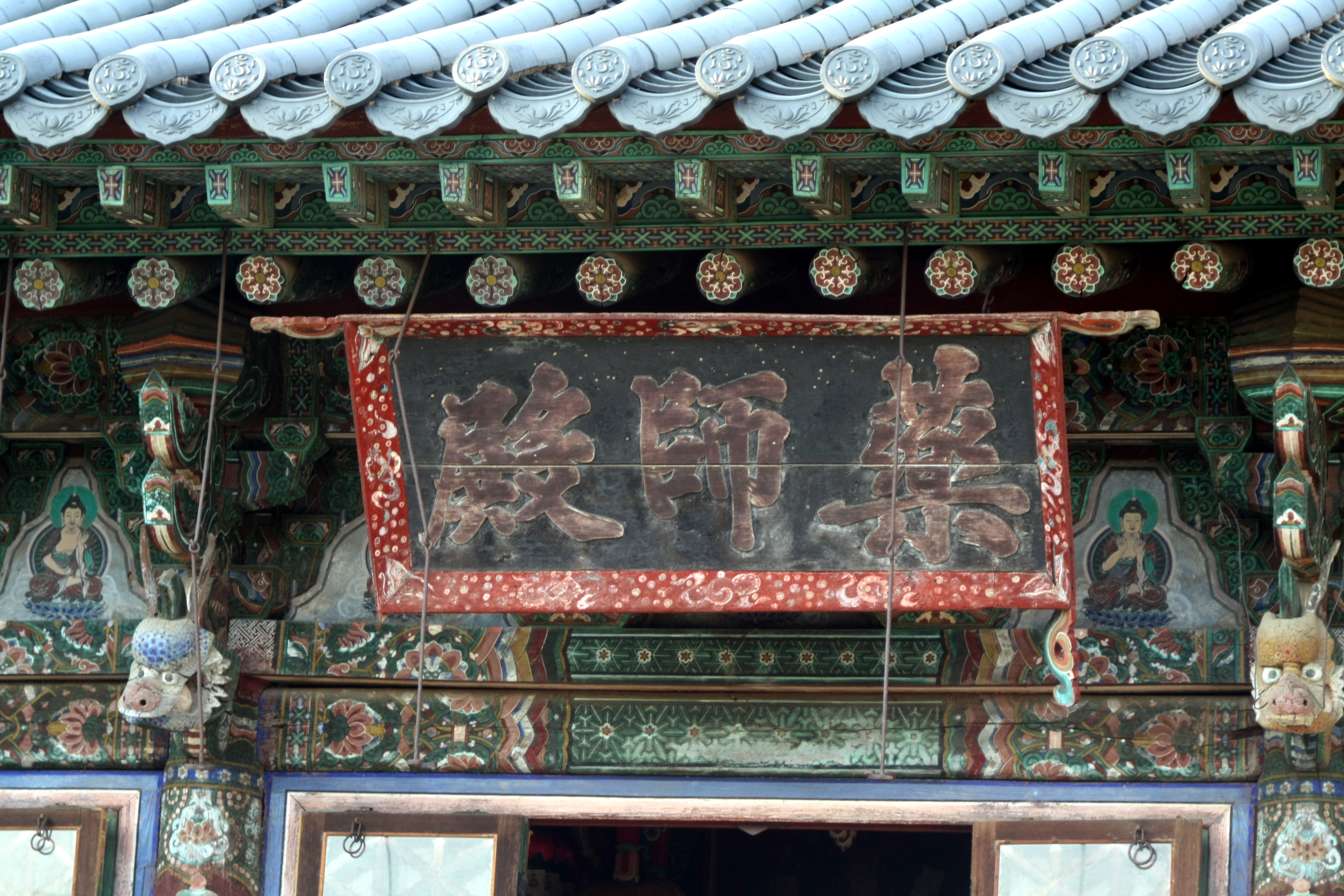
약사전 현판
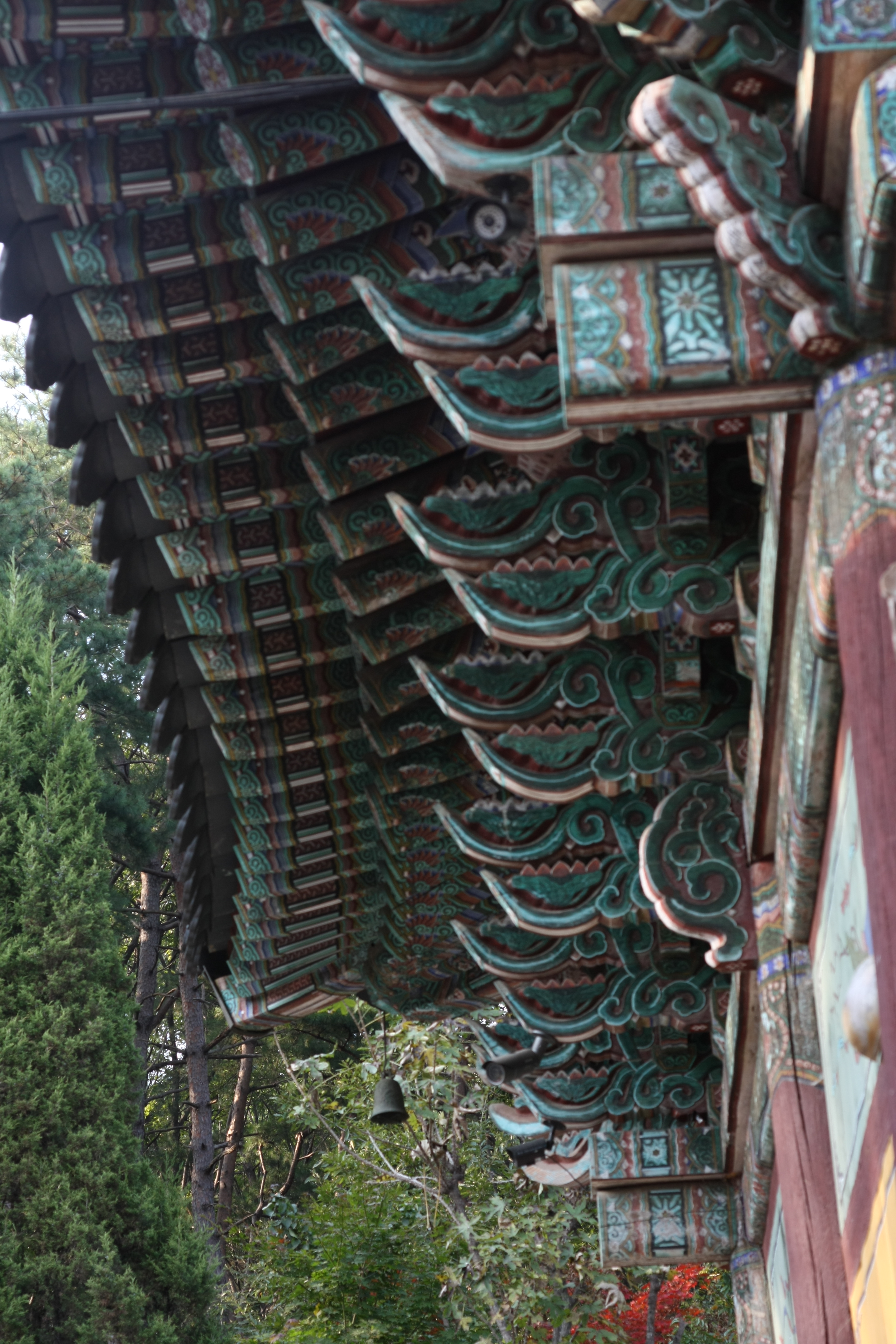
약사전 단청
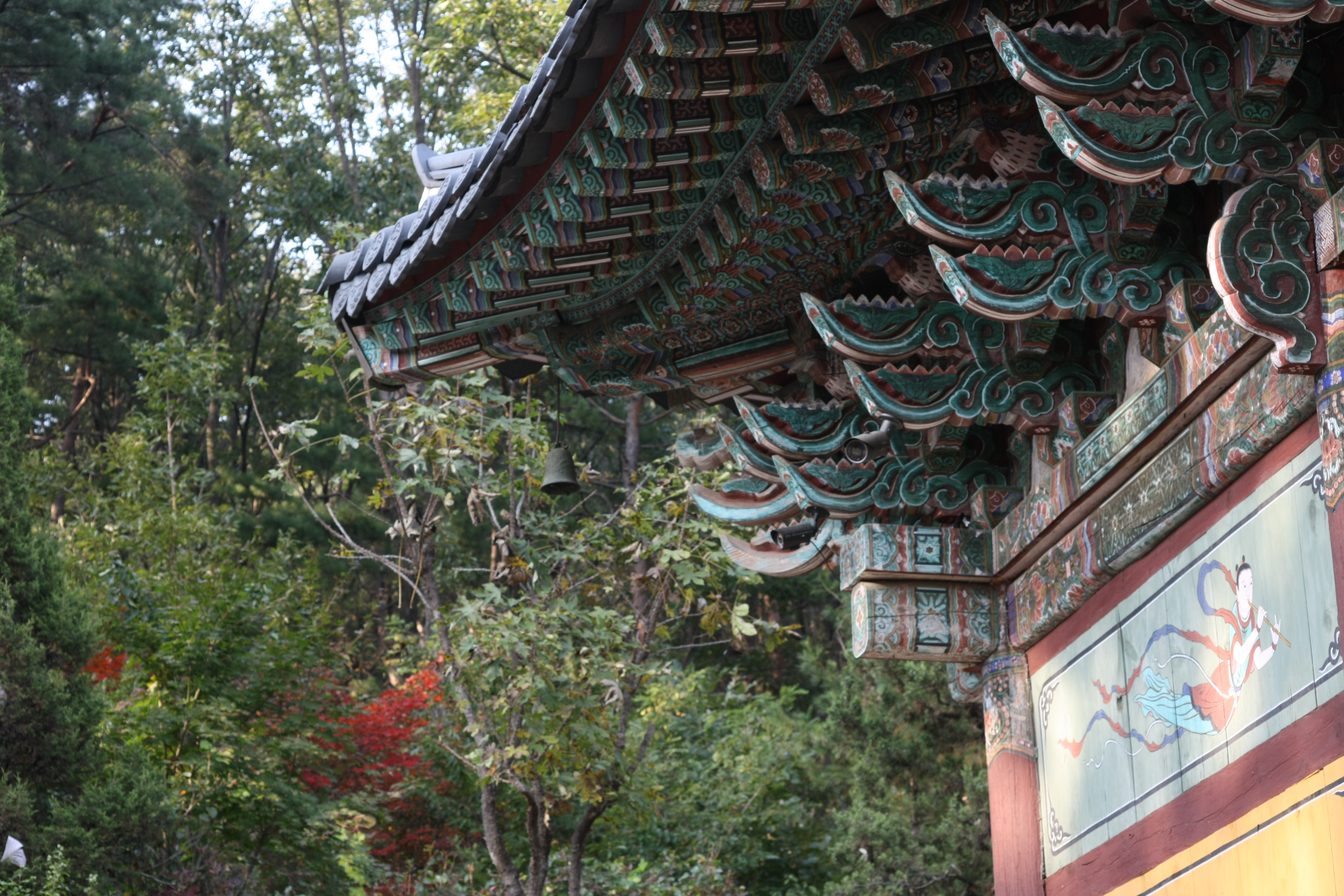
약사전 단청
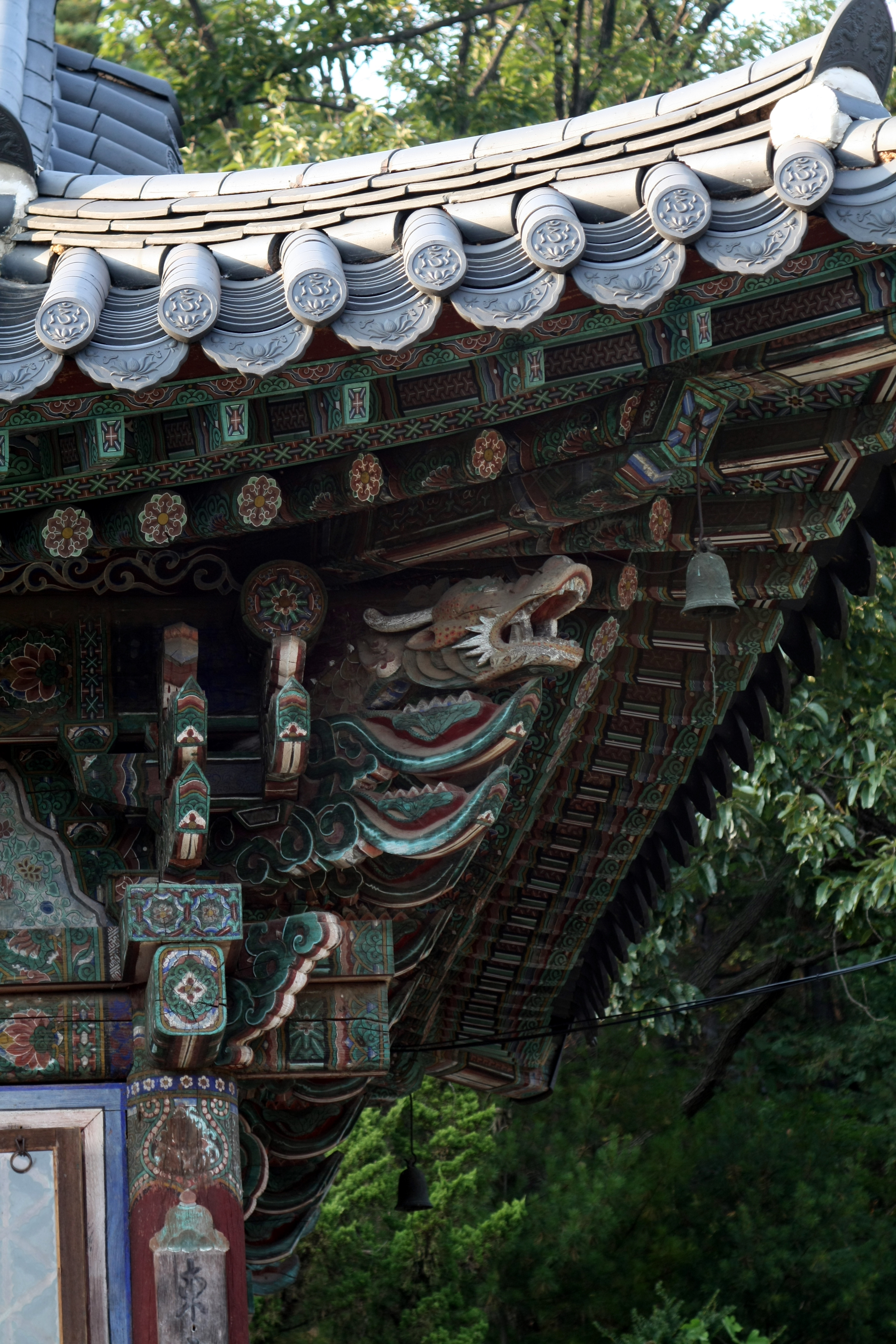
약사전 단청
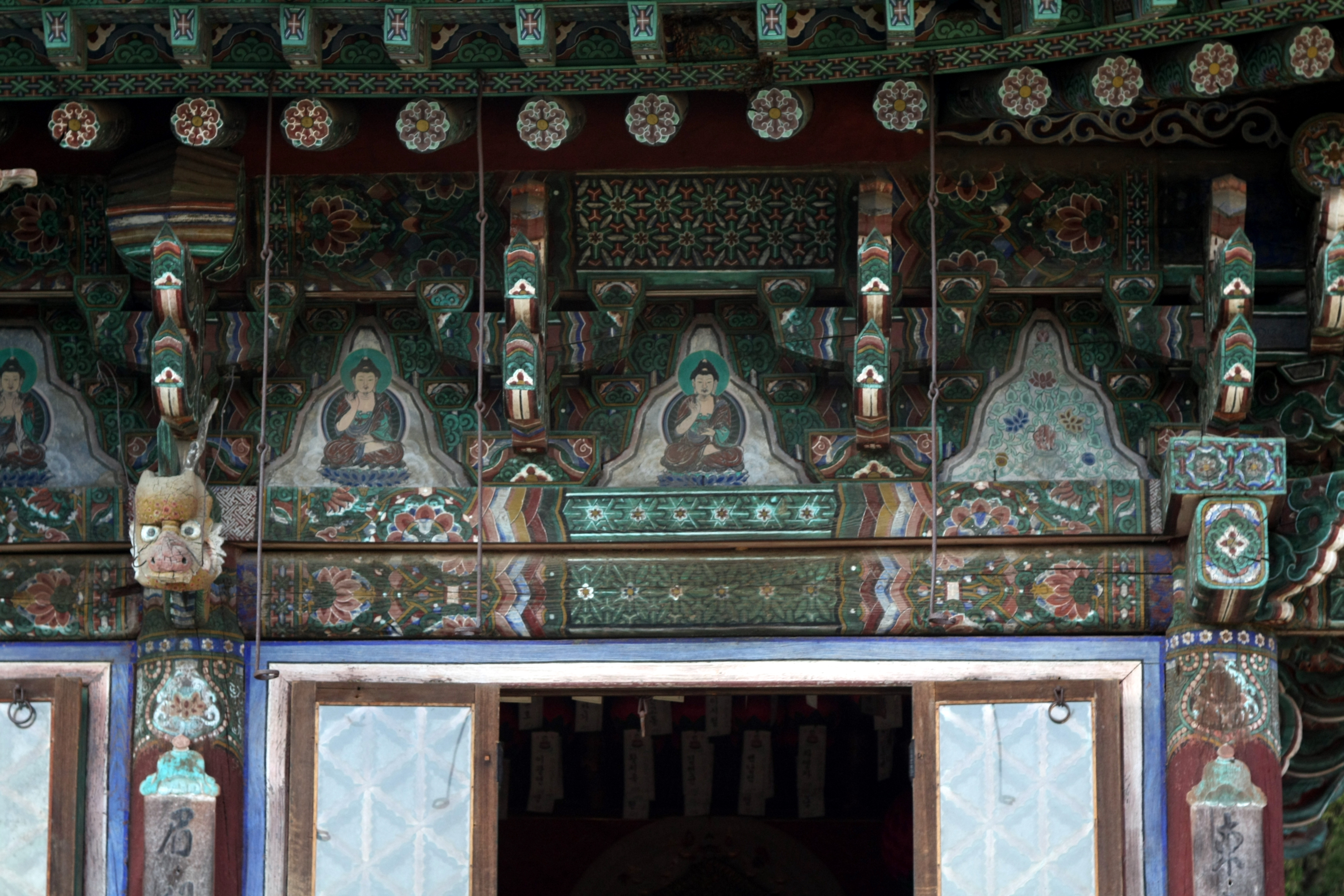
약사전 단청

## 같이 보기
- 흥국사

## 참고 자료
- 한미산흥국사약사전 - 국가유산청 국가유산포털